# 雷頓教授與魔神之笛
《雷顿教授与魔神之笛》是由Level-5开发于掌上游戏机任天堂DS平台的益智冒险电子游戏。《魔神之笛》是雷顿教授系列的第四作，游戏剧情发生于系列首作《不可思议城镇》的三年前，游戏讲述了雷顿教授和他的学生路克·特莱顿相遇的故事。游戏一共包含170个谜题。
《雷顿教授与魔神之笛》中附带了一个名为《雷顿教授的伦敦生活》的角色扮演游戏，其可以从游戏的载入屏幕中进入。在《伦敦生活》中，玩家将操控角色，在一个叫“小伦敦”的小镇中和其他角色互动，广告称游戏可玩超过100小时。欧版为避免因翻译而导致发行过晚，故取消了《伦敦生活》这一功能。
游戏于2009年在日本发售，并在发售首周排到了是周游戏销售榜首位。2011年发行的美版和PAL区版也受到了广泛好评，游戏在GameRankings和Metacritic中分别的到了84%和83分。

## 系统
《雷顿教授与魔神之笛》是一个以冒险形式托出谜题的游戏。在游戏中，玩家将操作一行三人——教授艾尔夏尔·雷顿、助手蕾米·阿尔塔瓦和少年男孩路克·特莱顿——在一个叫霧谷的小镇移动。随着剧情的发展，他们三人需要在村庄中不断解决谜题。虽然雾谷被分成了很多部分，但很多地方需在在情节发展到一定程度才能访问。玩家若要在雾谷中移动，则需点击触摸屏右下角的鞋形图标，然后根据箭头的指示来选择行进的方向。在雾谷中，玩家可以点击任天堂DS下屏的任何地方，并以此来调查对象，显示对白，寻找提示硬币、收藏品或隐藏谜题。同样的，如果屏幕上有非玩家角色，玩家还可以通过点击它们发起对话。

### 谜题
在游戏对话中或是主界面调查时，系统通常会要求玩家解决一个谜题。而因剧情进展而错过的谜题则都会交给一只叫基特的猫，该角色可以将问题存起来，留之以后解决。游戏中有超过170个谜题，其中包括脑筋急转弯、滑动解谜、逻辑解谜、孔明棋等多种类型。在一个谜题开始时，游戏将首先告诉玩家谜题的名称、编号及该题的“灵光点数”，而玩家也可以通过点数系统估计谜题的难度。在剧情游戏模式中，玩家不会用到灵光点，但当灵光点达到一定数值时，玩家就可从游戏载入菜单中进入附加关卡。
在谜题第一屏过去后，屏幕将显示谜题主界面，玩家需要通过触摸屏操作，并依据DS上屏给出的要求来解决谜题。每个谜题的解决时间都无限制，同时游戏内置的笔记功能还可以协助解决谜题。如果玩家暂不想解决一个谜题，则可点击屏幕上的退出按钮，退出操作不会影响灵光点数。此外，每个谜题都有三个提示，每层提示都可以使用一枚“提示硬币”解锁，如果玩家仍然需要更多的提示，则也可以解开第四个“S提示”，此提示更为详细，但需要耗费两枚提示硬币。然而，提示硬币的数量有限，游戏会建议玩家把硬币用在刀刃上。玩家初始时有10枚提示硬币，而之后则可以通过调查村庄各个角落而获得。
玩家需要通过在DS下屏给出答案来解开谜题。有的谜题需要玩家在点击“解答”选项后，通过输入字符或数字来作答。还有的谜题则需要在屏幕上画圈，或是点击屏幕某区域后，再点击“确定”提交答案。另有一些则会在玩家正确找到解决方案时自动解决。如果玩家在解谜过程中已发现犯错，则可通过点击“重试”按钮重解谜题。重试谜题不会归还已扣除的灵光点和提示硬币。若玩家提交的回答不正确，系统将会要求玩家重做谜题，同时根据谜题的答案选项数扣除一定的灵光点。若玩家做出了正确的回答，系统将会奖励题目所值的灵光点，同时剧情也会继续进行。游戏设有谜题词典功能，其列出了玩家完成的全部谜题，玩家可以随时工具箱菜单中进入谜题词典，并可重做这些谜题。完成有些谜题后，玩家可以获得小道具，他们可以在迷你游戏中使用。
玩家亦可通过Nintendo Wi-Fi Connection下载额外的“周刊谜题通信”，该功能可从游戏载入菜单访问。这些谜题的提示不能通过提示硬币购买，但可以在迷题发布一周后免费获得。当玩家连接到Wi-Fi Connection时即可下载当前的所有谜题和提示。

### 小游戏
在《雷顿教授与魔神之笛》中剧情模式中设有几个小游戏，它们玩家可以通过点击小镇移动界面右上角的教授手提箱载入。这些小游戏在剧情的发展到一定程度时才能解锁，同时玩家还需要通过解决游戏中困难的谜题来获得小游戏要素。
在小游戏“玩具火车”中，玩家需要在游戏板中铺设复杂的铁轨。在游戏中，玩具火车必须要通过各个火车站并到达终点，在更高难度的关卡中，玩家还必须控制时间使其避开汽车和其他列车。玩具火车的移动需要燃料，若不能在到达终点前收集到更多燃料，则玩家必须控制轨道的长度。
在小游戏“鱼”中，玩家将要控制一条鱼来收集水箱里的全部金币。在游戏中鱼将沿着直斜线移动，同时玩家可通过在特定位置防止气泡，使鱼的路径在不同的方向反射。在日版游戏中，玩家需要按一定法则变换文字，并通过匹配出特定单词来喂养鱼。
在小游戏“人偶剧”中，玩家需要将当前剧本顺利编排下去。如果玩家选择的词语在剧目中讲不通，则此剧就会直接结束，游戏会要求玩家重新尝试；如果所有的选择都正确，则可看到此剧的后记并受到观众的赞扬。
当剧情发展到足够程度后，玩家用在雾谷点击街道上老鼠得到的“老鼠徽章”来进入另一个游戏“打地鼠”。与其他的小游戏不同，该游戏需要和雾谷中一角色对话后进入，而非手提箱。游戏的目标是在有限时间内砸中更多的老鼠，同时避免误伤路克的老鼠托比。这也是游戏中唯一的即时性元素。

### 雷顿教授的伦敦生活
《雷顿教授的伦敦生活》是由Level-5与Brownie Brown合作开发的角色扮演游戏，游戏内植于《雷顿教授与魔神之笛》中。在《伦敦生活》中，玩家需要创建一个角色并定制其着装与配饰。玩家控制的角色生活于一个灵感来自伦敦的城市——“小伦敦”中。在小伦敦，玩家可以建造并装饰自己的房间，同时为小伦敦的居民跑腿办事，而这些居民多又取自当时雷顿系列全四部游戏中的角色。此外游戏还包括当年晚些时候发布的动画电影《雷顿教授与永远的歌姬》中的角色，如歌剧演员珍妮丝、梅丽娜和奥斯瓦尔德。玩家帮助居民后会得到可以用来进入城市新领域道具或家具，还能获得财富与幸福。玩家可以使用Nintendo Wi-Fi Connection连接到互联网并上传角色，同时还可通过friend code与其他玩家交易。官方宣称《伦敦生活》有至少100个小时的游戏时间。当一台任天堂DS与另一台睡眠状态下运行同一游戏任天堂DS无线连接时，玩家可通过任天堂DS的Tag mode可以与他人进行游戏物品交易。
《雷顿教授的伦敦生活》的名称源于Level-5在2012年首发的游戏《幻想生活》。在日版中，《伦敦生活》只能在完成《魔神之笛》主游戏后才能进行，而美版和澳版则在游戏开始时就可访问。由于翻译需要大量的时间，而欧版为了在2011年内正常发售，故未在游戏中加入《伦敦生活》这一部分。

## 情节

### 设定
《雷顿教授与魔神之笛》发生于《雷顿教授与不可思议城镇》情节的三年前，本作故事发生在一个虚构英国小镇——雾谷。在雾谷的村民中流传着这样一个传说：当魔神之笛被吹响时，传说中的魔神就会从大雾中出现并保护村庄。最近，一个怪物在半夜袭击村庄并毁坏房屋建筑，而村民认为怪物正是这个魔神。
雾谷是一个被水包围的小镇，而村民也经常乘坐河道上的游船在小镇穿行。小镇被这些河道划分为五个区域：格兰桥、市场、东区、艾利诺斯街和海亚德岭。格兰桥包括图书馆和镇长和克拉克·特雷顿的家，市场是一个被神秘实体黑鸦控制的地方，东区包括了废弃的仓库，艾利诺斯街和海亚德岭则主要是住宅区。在郊区海亚德山的远离村庄的庄园里，居住着前任镇长的孩子。镇上的居民认为这里住着诅咒之女。有传言称小镇有着隐藏的古遗迹——黄金宫。

### 剧情
在故事的开始，一位叫蕾米·阿尔塔瓦的女性受聘成为一所虚构大学，格雷森海拉大学教授雷顿的助手。在她自我介绍的同时，雷顿正朝着一个叫“雾谷”的小镇前进。据雷顿挚友克拉克在信中所述，有个魔神在夜里袭击村庄。然而到达克拉克的家，雷顿发现寄信人不是克拉克，而是他的儿子——能预测魔神攻击地点的路克，路克希望雷顿能帮助他们阻止魔神。路克溜出了他的家，并加入了雷顿与蕾米的探索队伍。在雾谷完成了一天的探索后，他们去了当地一家旅馆过夜。而当他们听到笛子的声音向外望时，随着大雾出现了一个巨大而模糊的身影，它毁坏了镇子并开出一条道路，之后便消失的无影无踪。
翌日，为了找到传说中能召唤出幽灵的长笛——魔神之笛，雷顿、蕾米和路克三人来到了黑市。在得到由市场上孩子们扮演黑鸦团的信任后，雷顿得知长笛被已故的雾谷最大富豪阿兰巴德买走，而不久之前魔神也开始攻击城镇。三人去阿兰巴德宅看望他的女儿尤拉——曾经路克的朋友，但现在患了绝症，被市民认为是灾厄之女的人。
然而尤拉拒绝和任何人说话，因而雷顿和路克留在小镇继续询问村民，而蕾米去苏格兰场去查询有关阿兰巴德死亡的档案。在警长切米尔的和克罗斯基的帮助下，蕾米记录下了情况并回到雾谷与雷顿和路克会和。警长克罗斯基希望能以自己的影响力说服雾谷镇警长杰克斯提供更多的信息，便跟随蕾米一起返回。然而警长杰克斯坚决反对调查阿兰巴德的死亡，并要求雷顿一行在24小时内离开。虽然受到了杰克斯的威胁，但雷顿一行还是拜访了尤拉，并向她解释了镇中居民和她父亲关系。尤拉接受了他们，引导他们到附近湖前并吹响了魔神之笛，这时一个名为拉格西史前水生生物浮出了水面。
这时警长杰克斯出现在湖边，他称其是尾随教授而来，并要带走魔神并操作者尤拉和拉格西。 趁其不在之时，雷顿三人在镇的一个废弃的工厂内找到真正的“幽灵”。就在杰克斯指控尤拉和拉格西之时，雷顿出现并揭开了幽灵的真实面目：破坏镇子的事实上是为搜索镇下古遗址“黄金谷”而造的挖掘机。他接着说道：杰克斯计划成为镇长，并和一个寻找黄金谷的科学家简·迪斯科尔成为同谋，而迪斯科尔则伪装成克拉克管家，并挟持其妻子和管家来做要挟。随着计划败露，迪斯科尔把它的机器变成一个巨大的机甲，并做寻找黄金谷的最后一次尝试。
在雷顿、路克、蕾米、拉格西和黑鸦团的协力下最终击败了机甲，而迪斯科尔也被迫逃走。尽管拉格西战斗中受了致命伤，但她继仍然续破坏镇大坝的闸门，在湖干燥后，黄金谷的人口露了出来。在几人进入黄金谷后，拉格西死了，而尤拉也知道了她的真正目的：拉格西知道的这里干净的环境有助于治愈尤拉的疾病，而为了让尤拉有足够的时间治疗，拉格西便一直阻止着“魔神”。一年后，尤拉的病完全康复，而黄金谷的发现也公之于众，雷顿在考古学领域的名气也大增。
在黄金谷时，路克意识到世界中仍有很多他要学习等东西，并希望雷顿收其为徒，雷顿接受了他。在游戏结束时，路克告别了雾谷的居民后，便跟着雷顿开始他的旅程。

## 开发与发行

### 开发
《魔神之笛》中的所有谜题都由日本教授多湖辉所作，在日销量1200万的头脑体操系列中的谜题就由他所作。游戏由Level-5总裁日野晃博创作，并围绕着“解谜×遇到的故事”（ナゾトキ×出会いの物語）的理念而设计，同时游戏讲述了雷顿如何遇到了他的学生路克。
在雷顿教授系列第三作《雷頓教授與最後的時間旅行》发行后，开发者便设想做一部前传作品。虽是如此，但在系列第三作的开发过程中就有玩家询问日野，这是否是“系列的真正终结”，而这正是他创作雷顿教授第二系列一切灵感的源头。2009年3月，日野晃博正式在《Fami通》杂志公布了《雷顿教授与魔神之笛》，并称第二系列的游戏将会用更长时间来开发，以打消每作雷顿游戏变化都不大的观念。在第二系列中，每两部游戏发行之间都安排有动画电影，随《魔神之笛》一起上映的电影为《永远的歌姬》。

### 发行
游戏最早于2009年11月在日本发行。在2010年E3游戏展上，游戏没有随《最后的时间旅行》与任天堂3DS平台续作《雷顿教授与奇迹假面》一起展示。美版游戏只在次年一个关于Nintendo DSi XL采访中，由任天堂以“雷顿教授与恶魔之笛”（Professor Layton and the Specter's Flute）为名顺带提及。在2011年5月，Level-5在美国申请了“雷顿教授和魔神之笛”的商标，同时游戏也在E3 2011上正式公开亮相。游戏于2011年末在北美和PAL区发行。
自《雷顿教授与魔神之笛》于2009年末在日本发售后，游戏销售量就迅速上升，并排到了日本销量排行榜的顶端，游戏在发售首周就售出了30余万份，截止2010年12月20日，游戏在日本累计售出了659,504万份。游戏于2011年底全球发布，其在北美发售首周就成为了最畅销的任天堂DS游戏——虽然在所有平台上，它的销量仅次于《蝙蝠侠：阿甘之城》和《舞力全开3》。在英国，游戏在发售首周排在到了全平台周销量第七名，而以单平台销量计则排到了第三位，仅次于Xbox 360和PlayStation 3平台的《使命召唤：现代战争3》。在2011年末，游戏在北美和欧洲一共售出了119万份，而到2012年3月则售出了125万份。

### 音乐
游戏音乐在日本以《雷顿教授与魔神之笛原声音乐》（レイトン教授と魔神の笛 オリジナル・サウンドトラック）之名发布了原声碟。由安藤裕子演唱的片尾曲《ラフマベティ -君が僕にくれたもの-》没有收录于原声碟，代之的是国际版游戏中使用的乐器版音乐。游戏还重新使用了《恶魔之箱》和《最后的时间旅行》中的音乐。
游戏的配乐受到了很高的评价。史克威尔艾尼克斯给游戏原声打了8/10分并称其“相对于前作音乐更进了一小步”，同时评论还称赞其管弦演奏质量“更胜于已有奇妙安排的《雷顿教授与最后的时间旅行》”。RPGfan同样赞扬了游戏的管弦乐，并也给给了其余配乐高度评价，评论尤为称赞“魔神之笛主题乐”，称其“必能赢得所有电子游戏音乐迷的心”。

## 评价
媒体对《雷顿教授与魔神之笛》的评价多为好评。许多评论称虽然游戏较前面几作没有太大变化，但系列已经找到了属于自己的套路且不需要改变。IGN除了赞成上面的观点外，还认为相对于前作，“对细节的关注使得本作更为清晰宏伟”。媒体对本作谜题的褒贬不一。评论者常表示，他们觉得本作的谜题和系列其他游戏中的太过相似，还有几个谜题含混不清或与难度值不符。然而，GamePro表示本作谜题较前面几作“更为平衡”。游戏的过场动画和视觉效果得到了好评，GamesRadar称过场剧目“几乎达到了吉卜力的质量”，而IGN也称“游戏图像使用了卡通而精细的绘画艺术风格，可谓简单华丽”。
评论认为《雷顿教授的伦敦生活》也是一个有所值的游戏扩展，1up.com称相对于主游戏，它“可以说是另一种消遣”。评论者通常把游戏和《动物之森》作对比。游戏的反响好坏不一。IGN称“作为一个单纯的附加游戏，其也是令人惊讶的”，而GamePro也称赞了游戏对话“很少有其他游戏能真正做的如此巧妙有趣”。然而，Game Revolution则称游戏在玩了不久就会变成“一件苦差事”，同时一些评论对在欧版游戏中取消此功能而感到不满。
《雷顿教授与魔神之笛》游戏获得了RPGFan的最佳图形冒险类游戏奖及IGN的最佳3DS/DS剧情奖。游戏还获得了IGN读者票选的最佳解谜游戏奖。

## 外部連結
- （日語）《雷頓教授與魔神之笛》官方網站 （页面存档备份，存于）
- （英文）美版官方網站 （页面存档备份，存于）